# Otto Alfred Piper
Otto Alfred Piper (* 29. November 1891 in Lichte; † 12. Februar 1982 in Princeton (New Jersey)) war ein deutsch-amerikanischer evangelischer Theologe, Neutestamentler und Hochschullehrer.

## Leben
Er studierte evangelische Theologie in Jena, Marburg und Paris. 1914 legte er das erste und nach freiwilligem Militärdienst 1918 das zweite theologische Examen ab. 1920 wurde er mit einer Studie zu Schleiermachers Reden bei Carl Stange in Göttingen zum Licentiat promoviert und für Systematische Theologie habilitiert. 1929 erhielt er hier eine Stelle als ao. Professor, 1930 übernahm er Karl Barths Lehrstuhl für Systematische Theologie in Münster. Aufgrund des Berufsbeamtengesetzes wurde er – aktives Mitglied der USPD seit 1919 und der SPD seit 1922 – im September 1933 entlassen. Er emigrierte über England in die USA und lehrte als Gastprofessor an der Princeton University. Nach dem Erwerb der US-Staatsbürgerschaft wurde er hier 1941 auf den Lehrstuhl für Neutestamentliche Literaturgeschichte und Exegese berufen, den er bis 1962 innehatte.
Obwohl Piper zu diesem Zeitpunkt schon in den USA lebte, vermutete ihn das Reichssicherheitshauptamt 1940 noch in Großbritannien und setzte Professor Pieper wegen seiner Beziehungen zu Socialist World Protestantism auf die Sonderfahndungsliste G.B., ein Verzeichnis von Personen, die im Falle einer erfolgreichen deutschen Invasion Großbritanniens durch die Sonderkommandos der SS-Einsatzgruppen mit besonderer Priorität ausfindig gemacht und verhaftet werden sollten.

## Schriften (Auswahl)
- Erlösung als Erfahrung. Tübingen 1932, OCLC 894423889.
- Wahrheit und die Wahrheit der Kirche. Tübingen 1933, OCLC 463097152.
- Kirche und Politik. Calw 1933, OCLC 230732800.
- Die Geschlechter. Ihr Sinn und ihr Geheimnis in biblischer Sicht. Hamburg 1954, OCLC 718418821.